# Moorkanal

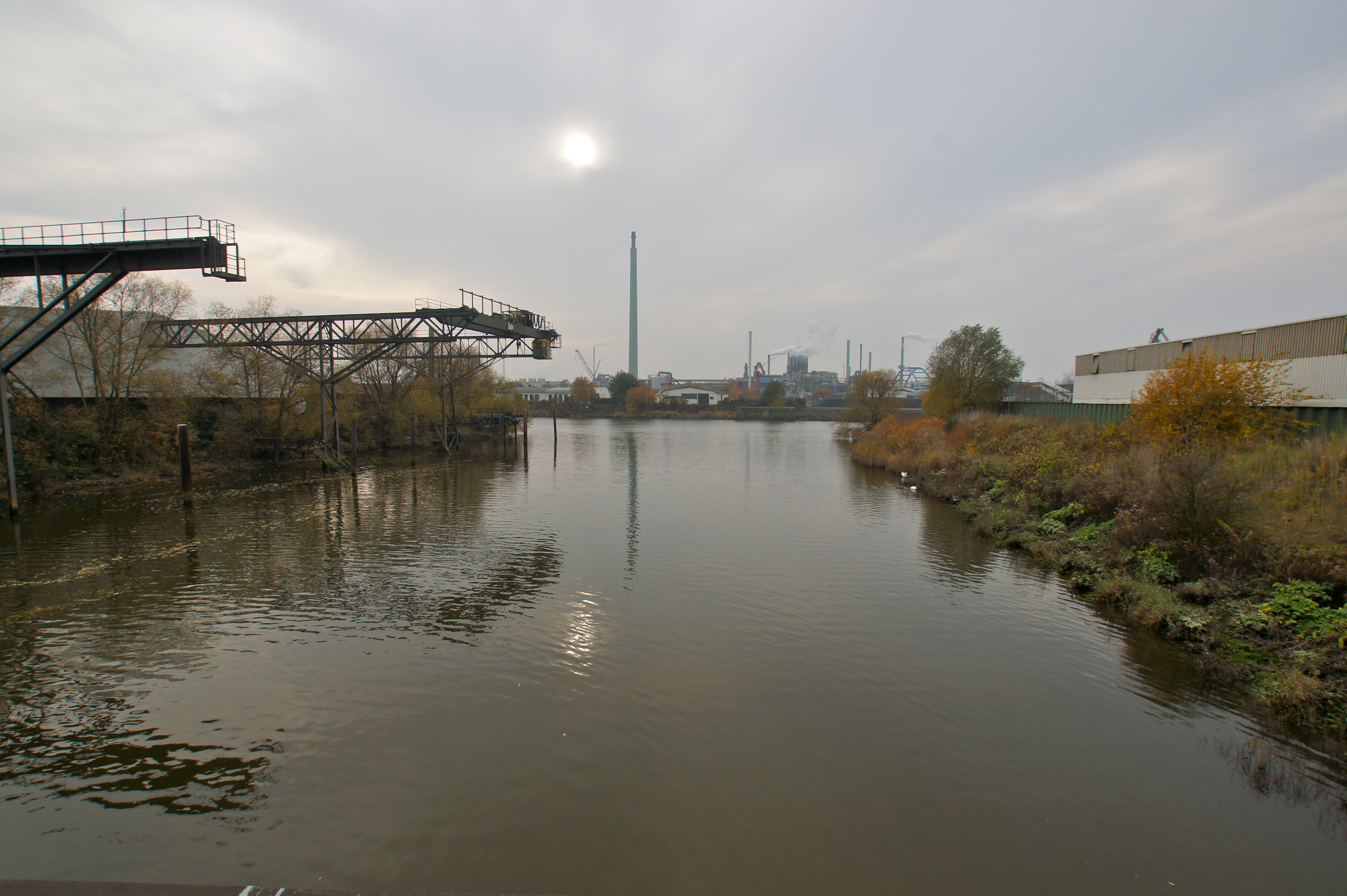
Moorkanal

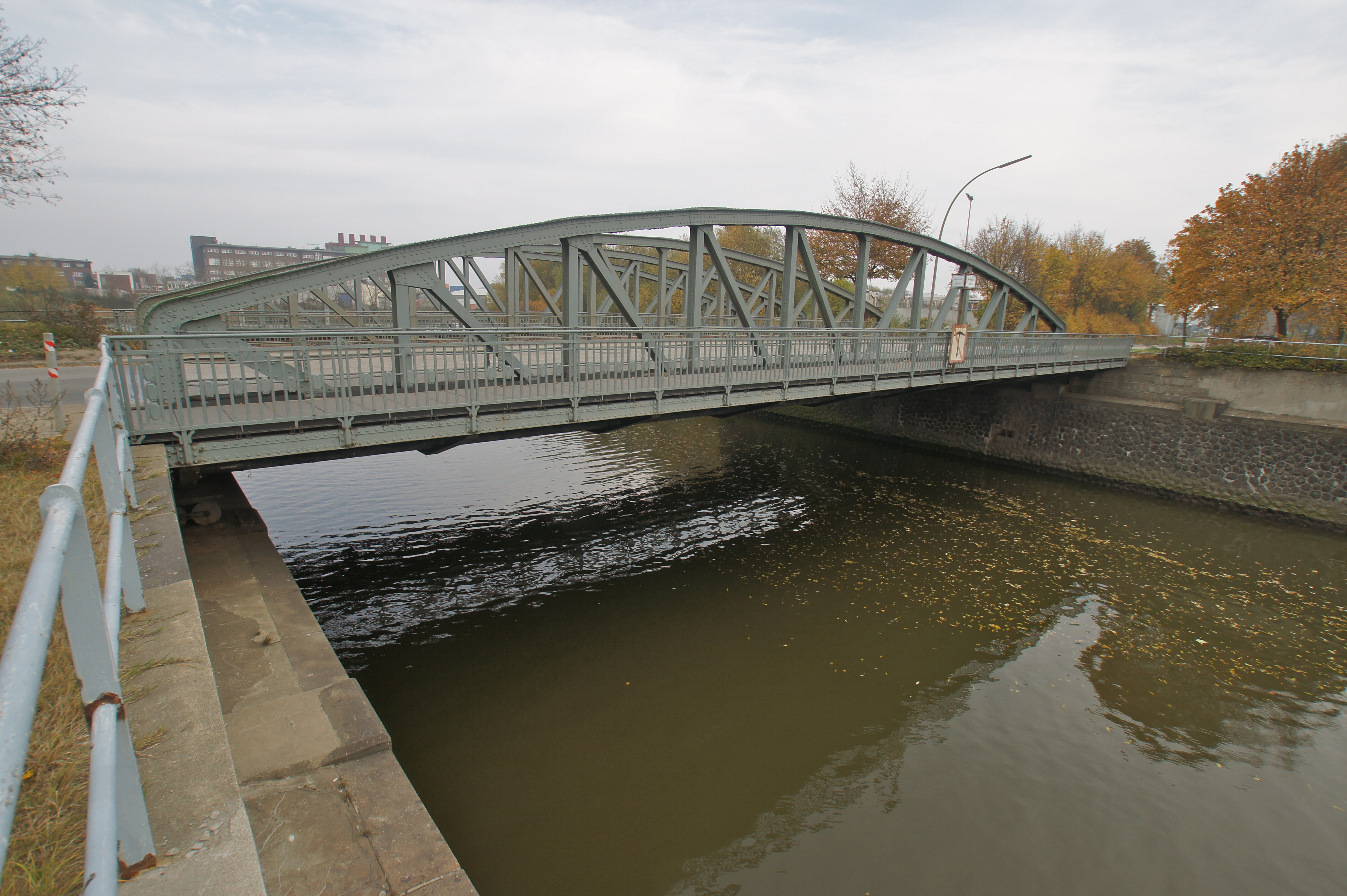
Moorkanalbrücke

Der Moorkanal ist ein Kanal im Industriegebiet Peute des Hamburger Stadtteils Veddel. Er ist 270 Meter lang und bis auf die Querung der Moorkanalbrücke, wo er sich auf 30 Meter verschmälert, durchgängig 52 Meter breit.
Der Kanal zweigt vom Müggenburger Kanal in nordnordöstlicher Richtung ab (Lage) und endet am Hovekanal (Lage). Ungefähr auf halber Strecke wird er von der 1914 fertiggestellten, denkmalgeschützten Moorkanalbrücke überspannt, die eigentlich aus zwei baulich getrennten Brücken für die Hovestraße einerseits und für ein Gleis der Hamburger Hafenbahn andererseits besteht.
Der Moorkanal ist eine Landeswasserstraße und gehört zum Hafennutzungsgebiet des Hamburger Hafens. Er ist Teil des Tidehafens und fällt während des Niedrigwassers komplett trocken.

## Nachweise
1. ↑  Moorkanalbrücken sind wieder so schön wie vor 100 Jahren. In: Hamburger Abendblatt vom 18. November 2014, abgerufen am 14. April 2019
2. ↑  Geoportal Hamburg, abgerufen am 14. April 2019
3. ↑  Hamburgisches Wassergesetz (HWaG) in der Fassung vom 29. März 2005, abgerufen am 14. April 2019
4. ↑  Hafenentwicklungsgesetz vom 25. Januar 1982, Anlage 2: Grenzbeschreibung, abgerufen am 14. April 2019

- Karte mit allen Koordinaten:
- OSM |
- WikiMap